# Aethomys
Aethomys é um gênero de roedores da família Muridae.

## Espécies
- Aethomys bocagei (Thomas, 1904)
- Aethomys chrysophilus (de Winton, 1897)
- Aethomys granti (Wroughton, 1908)
- Aethomys hindei (Thomas, 1902)
- Aethomys ineptus (Thomas & Wroughton, 1908)
- Aethomys kaiseri (Noack, 1887)
- Aethomys namaquensis (A. Smith, 1834)
- Aethomys nyikae (Thomas, 1897)
- Aethomys silindensis (Roberts, 1938)
- Aethomys stannarius (Thomas, 1913)
- Aethomys thomasi (de Winton, 1897)